# Gala
Gala je naselje u općini Otok, u Splitsko-dalmatinskoj županiji.

## Zemljopis
Naselje se nalazi sjevero-istočno od Sinja.

## Povijest
U prapovijesti je u Gali bilo sojeničko naselje na položaju Gackom. Zatim se u ove krajeve doseljavaju Iliri, pleme Delmata.
U Gali se nalazio arheološki lokalitet na kojem su bili visoki antički zidovi. Predio je na mjestu gdje Cetina svojim rukavcem zatvara otočić Gacko. Lokalitet je uništen 1950. melioracijskim radovima. Naknadno su pronađeni tragovi apside za koju nije posve sigurno da je crkvenog podrijetla te plutej oltarne pregrade.
U svezi s rimskim mostom su bile stambeno-gospodarske zgrade, villae rusticae, od kojih je jedna bila u Gali.
U Gali je pronađena kamena ploča oltarne ograde (plutej) iz 7. stoljeća, koja se danas čuva u Muzeju Cetinske krajine.
U osmanskom dobu Galu i crkvu Svih Svetih na Krenici spominje turski popis poreznih obveznika (defter) iz 1604. godine.
U 19. stoljeću podignut je most na Kosincu.
1960-ih škola u Obrovcu Sinjskom je središnja škola, a škola u Gali je područna škola.

## Stanovništvo
| broj stanovnika | 376   | 387   | 400   | 492   | 562   | 733   | 696   | 806   | 889   | 950   | 902   | 949   | 1086  | 1087  | 1016  | 896   | 806   |
|                 | 1857. | 1869. | 1880. | 1890. | 1900. | 1910. | 1921. | 1931. | 1948. | 1953. | 1961. | 1971. | 1981. | 1991. | 2001. | 2011. | 2021. |

## Poznate osobe
- Mile Brčić, vojnik